# Бразилско морско прасе
Бразилско морско прасе или бразилско заморче (Cavia aperea) је врста глодара (Rodentia) из породице морских прасића или заморчића (Caviidae).

## Распрострањење
Ареал бразилског морског прасета обухвата већи број држава.
Врста има станиште у Бразилу, Аргентини, Венецуели, Колумбији, Перуу, Боливији, Еквадору, Парагвају, Гвајани, Француској Гвајани, Уругвају и Суринаму.

## Станиште
Станиште врсте су саване од 400 до 3.000 метара.

## Угроженост
Ова врста је наведена као последња брига, јер има широко распрострањење и честа је врста.